# Грузия (теплоход)
Грузия (первоначально Sobieski) — грузопассажирский теплоход, построенный на британской верфи Swan Hunter в 1939 году в качестве трансатлантического лайнера для линии Гдыня — Америка (GAL, позже PTTO).

## История
Судно предназначалось для замены на южноамериканских направлениях устаревших пароходов Kościuszko и Pulaski, принадлежавших основанной в 1930 году линии GAL. Как и однотипный Chrobry, получивший имя Болеслава I Храброго, также назван в честь польского короля — Яна III Собеского.

## Вторая мировая война
Во время Второй мировой войны переоборудован в войсковой транспорт. Использовался Союзными войсками в нескольких операциях: («Ариэль» / «Антенна»), сражение за Дакар, Мадагаскарская операция) и других. На нём в Сингапур была доставлена британская 18-я пехотная дивизия.

## Послевоенные годы
По завершении войны «Собеский» участвовал в репатриации находившихся в японском плену частей Кембриджширского полка 18-й дивизии, а также военнопленных из сингапурской тюрьмы Чанги. Однако, добравшись через Кейптаун в Саутгемптон, вместо торжественной встречи, они попали на забастовку докеров.
С 1947 года теплоход вернулся к гражданской службе; в апреле того же года он в рамках содействия организации Красного Креста перевозит польских детей в Данию. Далее он всё так же под польским флагом работал на линиях Генуя — Нью-Йорк и Неаполь — Галифакс.

## Под советским флагом
В 1950 году продан СССР, сменил название на «Грузия», вошёл в состав ЧМП (порт приписки Одесса) и приступил к регулярным рейсам на Крымско-Кавказской линии. 
В 1956 году теплоход «Грузия» перевозил в Австралию (и обратно в СССР) группу участников Олимпийских игр в Мельбурне, членов сборной СССР и спортсменов других социалистических стран.
В апреле 1975 года продан на слом в итальянский порт Ла-Специя и утилизирован.

## Капитаны судна
- Анатолий Григорьевич Гарагуля (1965—1975)

## В массовой культуре
В вышедшем на экраны в 1971 году фильме «Корона Российской империи, или Снова неуловимые» теплоход «Грузия» «сыграл» роль парохода «Глория», а Анатолий Гарагуля — его капитана.